# NGC 2689
NGC 2689 é uma galáxia lenticular (S0) localizada na direcção da constelação de Ursa Major. Possui uma declinação de +49° 06' 55" e uma ascensão recta de 8 horas, 55 minutos e 25,3 segundos.
A galáxia NGC 2689 foi descoberta em 11 de Março de 1858 por William Parsons.